# 5451 Plato
5451 Plato este o planetă minoră (asteroid), cu un diametru de 8,703 km, din centura de asteroizi. A fost descoperită pe 24 septembrie 1960 la Observatorul Palomar de Cornelis Johannes van Houten și a fost numită după Platon. 
Obiectul prezintă o orbită caracterizată de o semiaxă mare de 2,532665 UAi, o excentricitate de 0,14, o înclinație de 1,75953 ° în raport cu ecliptica.